# Safir (båttyp)

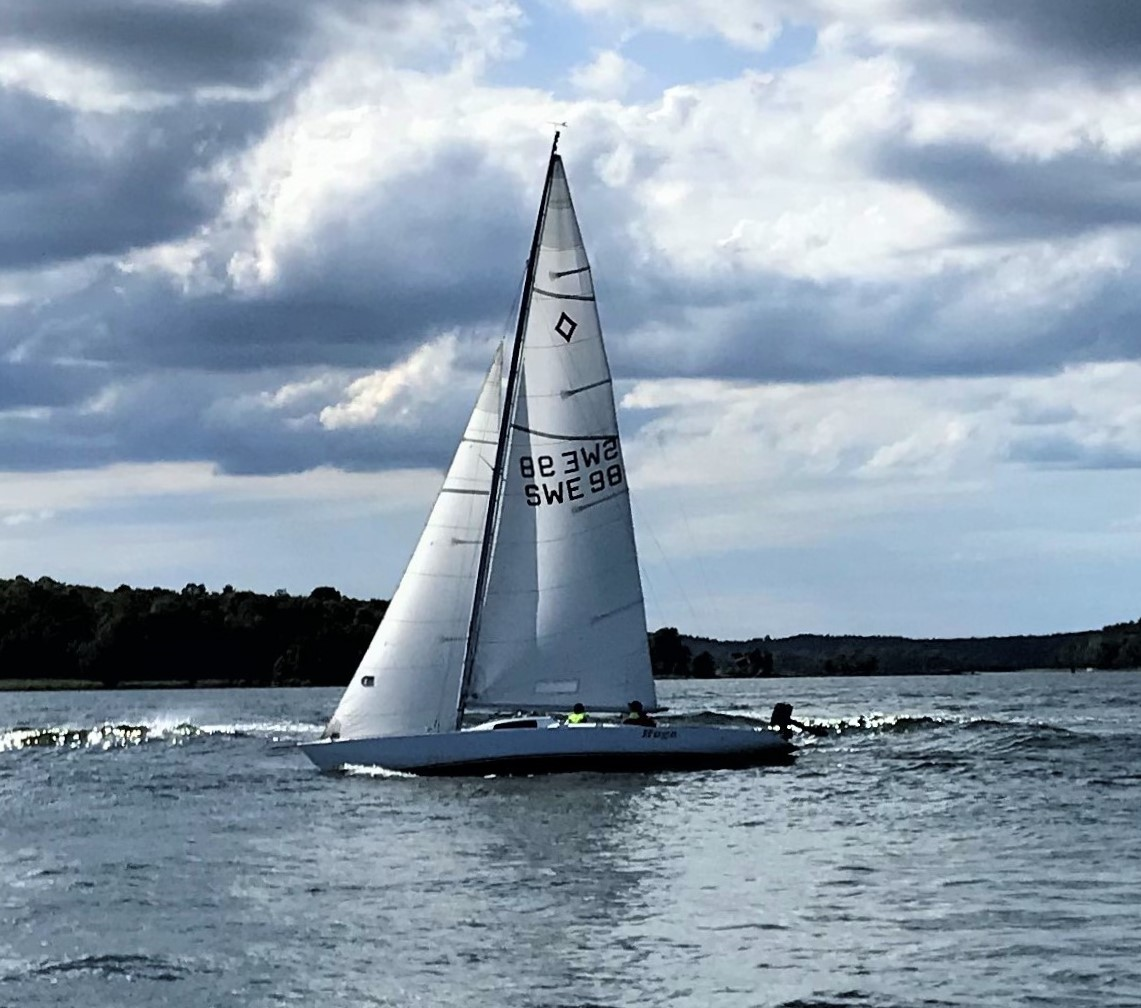
Safir

Safir är en segelbåt vars konstruktion baseras på den tidigare OS-klassen 5.5:a.

## Konstruktion
Skrovet är byggt i glasfiberarmerad plast i enkellaminat med förstärkningar och däcket är i sandwich. Kölen är nerbyggd och har tolv bottenstockar vilket ger en mycket stark konstruktion. Kölen är av bly. Båten har dubbla roder - ett kölroder och ett friliggande roder. De båda rodrena är förbundna med ett länkage.
Safiren har en partialrigg med genomgående mast. Enkla raka spridare och backstag ger en mycket trimbar rigg. De flesta båtar har självslående fock.
Inredningen skiljer sig mycket mellan olika Safirer eftersom båtarna är självbyggda. I ruffen finns två kojer samt en förpik.
Formarna för skrov, däck mm och verktyg för mastprofil ägs av Svenska Safirförbundet.

## Seglingsegenskaper
Safiren är framförallt en kryssbåt som seglar högt mot vinden i farter upp till drygt 6,5 knop. På undanvind begränsas fartresurserna av skrovlängden. Maxfart på platt vatten ligger kring 9-10 knop.
Det slanka skrovet gör att båten behåller sina fina kryssegenskaper även när den kränger i likhet med R-båtar och Skärgårdskryssare. Mer än 60 procent av deplacementet ligger i kölen och därför är båten mycket styv även när det blåser hårt. Safiren bär fullt krysställ upp till 15 m/s.
Klassregeln tillåter överlappande fock, men de flesta båtar seglas med självslående fock.
Med masten upprätt är båten fallgirig på kryss. För att ge mer roderkänsla seglas många Safirer med ca 1.5 m mastlut (mätt från mastfoten till en linje lodrätt från masttoppen).

## Kappsegling
Många Safirer kappseglas i en eller annan form. Klassen är en strikt entypsklass. En målsättning för klassförbundet är att göra kappseglandet ekonomiskt rimligt till exempel genom att inte tillåta exotiska material i skrov och segel.
Båtarna kappseglas både på bana och på distans runt om i Sverige. I flera av de största kappseglingarna startar Safirer i egen klass.
Safiren har SM-status sedan 1980.

## Geografisk spridning
De flesta båtarna seglar i Sverige (153 st) och Danmark (42 st), men enstaka båtar finns även i Finland, Norge och Tyskland. De flesta svenska Safirera finns på ostkusten med tyngdpunkt kring Stockholms skärgård, Mälaren och Blå kusten.

## Svenska mästare
- 1980 Lars Köhler
- 1981 Lars Köhler
- 1982 Stefan Hugosson
- 1983 K. Hammar
- 1984 Marie Classon
- 1985 Marie Classon
- 1986 Peter Eckardt
- 1987 Lars Köhler
- 1988 Lars Köhler
- 1989 Lars Köhler
- 1990 Håkan Jonsson
- 1991 Stefan Persson
- 1992 Hjalmar Schibbye
- 1993 Stefan Persson
- 1994 Lars Köhler
- 1995 Lars Köhler
- 1996 Lars Köhler
- 1997 Martin Holmgren
- 1998 Bengt Lindholm
- 1999 Torkel Wolffelt
- 2000 Lars Köhler
- 2001 Lars Köhler
- 2002 Jan Svensson
- 2003 Lars Köhler
- 2004 Reine Svensson
- 2005 Reine Svensson
- 2006 Reine Svensson
- 2007 Reine Svensson
- 2008 Reine Svensson
- 2009 Jan Svensson

## Källhänvisningar
- Sailguide Safir
- Maringuiden Nordic AB Safir